# Éloi Firmin Féron

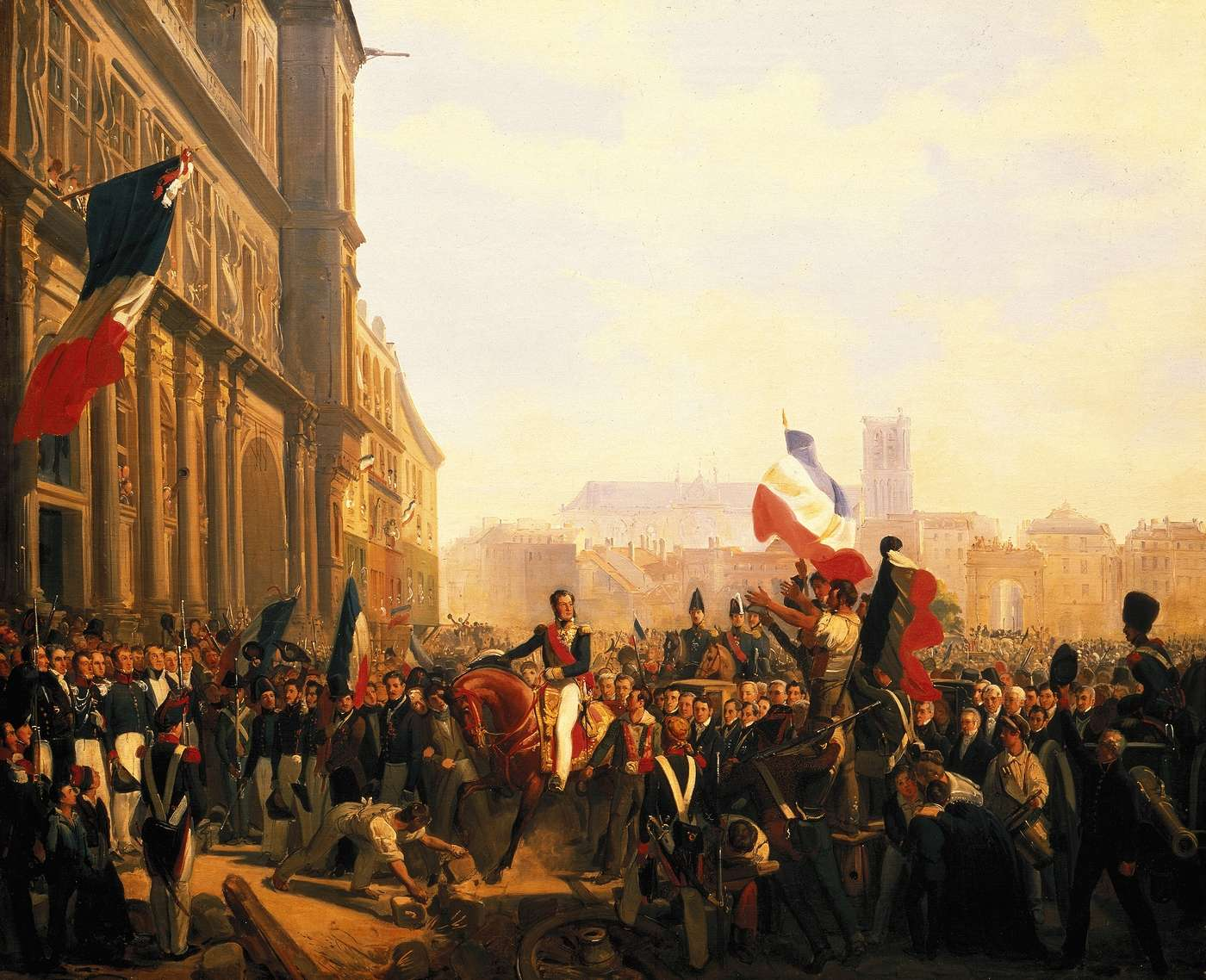
A chegada do Duque de Orleans ao Hôtel de Ville em 31 de julho de 1830 (pintura de 1837 de Féron, baseada numa obra de 1836 de Charles-Philippe Larivière)

Éloi Firmin Féron (1802–1876) foi um pintor neoclássico francês. Aluno de Antoine-Jean Gros, ganhou o Prix de Rome por seu Damon et Pythias em 1826, com "vinte e quatro anos e meio". Ele se tornou o favorito de Luís Filipe I e seus filhos e contribuiu para as galerias de Versalhes, onde estão expostas a maioria das suas principais obras, incluindo Entrée de Charles VIII à Nápoles (1837), Bataille de Fornoue (1838), Prize de Rhodes (1840), além de vários retratos.